# Astragalus jarmolenkoi
Astragalus jarmolenkoi är en ärtväxtart som beskrevs av Nikolai Fedorovich Gontscharow. Astragalus jarmolenkoi ingår i släktet vedlar, och familjen ärtväxter. Inga underarter finns listade i Catalogue of Life.